# Klasyfikacja minerałów Strunza
Klasyfikacja minerałów Strunza – klasyfikacja minerałów opracowana przez niemieckiego mineraloga Karla Hugona Strunza, oparta na strukturze krystalicznej i składzie chemicznym.
Swój system Strunz opracował w 1941 roku i zawarł w dziele Mineralogische Tabellen. Strunz podzielił minerały na 9 podstawowych grup, z których każda ma swoje podgrupy z przydzielonymi do nich określonymi literami, z kolei te dzielą się na określone rodziny minerałów. W wersji nr 10 klasyfikacji została ona zreorganizowana i poszerzona do 10 grup. Głównym autorem zmian był Ernest Nickel, a unowocześniona wersja określana jest jako klasyfikacja Nickela-Strunza.

## Klasyfikacja
Klasyfikacja minerałów Strunza przed reorganizacją Nickela.

### I.Pierwiastki rodzime
Grupa ta zawiera pierwiastki rodzime występujące w stanie wolnym na Ziemi oraz ich stopy.
I/A Metale, stopy metali
Przykłady: żelazo, złoto, srebro, kadm, glin, chrom, cynk, nikiel, iryd,
I/B Niemetale i półmetale
Przykłady: arsen, antymon, grafit, diament, siarka, selen, tellur, krzem,
I/X Niesklasyfikowane pierwiastki rodzime
Przykłady: tantal,

### II.Siarczki
W grupie tej znajdują się: siarczki, selenki, tellurki, a także: arsenki, antymonki, bizmutki.
II/A Stopy i substancje stopopodobne zawierające miedź, srebro, złoto, nikiel.
Przykłady: domeykit
II/B Metal w proporcji z siarką, selenem, tellurem >1:1
Przykłady: bornit
II/C Metal w proporcji z siarką, selenem, tellurem =1:1
Przykłady: galena
II/D Metal w proporcji z siarką, selenem, tellurem <1:1
Przykłady: arsenopiryt, piryt,
II/E Sulfosole (S : As,Sb,Bi = x); sulfosole z przeważającą ilością miedzi i żelaza x=2
Przykłady: samsonit, bournonit
II/F Siarczki niemetaliczne; arsenko-siarczki
II/X Nisklasyfikowane siarczki

### III.Halogenki
Halogenki to związki pierwiastków znajdujących się w 17 grupie układu okresowego (dawnej grupy VIIA)
III/A Proste halogenki, niezawierające wody; metal:halogen = 1:1
Przykłady: fluoryt, halit
III/B Halogenki złożone, niezawierające wody, zawierające grupy: [BF4]1-, [SiF6]2- lub [AlF6]3-
III/C Halogenki złożone, zawierające wodę
III/D Halogenki zawierające tlen oraz Mg – Mn – Cu – Zn – Sn
Przykłady: atakamit
III/X Niesklasyfikowane halogenki

### IV.Tlenkiiwodorotlenki
IV/A Tlenki, metal : tlen = 1:1 i 2:1 (M2O, MO)
Przykłady: lód
IV/B Tlenki, metal : tlen = 3:4 (M3O4 i inne)
Przykłady: chromit
IV/C Tlenki, metal : tlen = 2:3 (M2O3 i inne)
Przykłady: hematyt, korund
IV/D Tlenki, metal : tlen = 1:2 (MO2 i inne)
Przykłady: kwarc, opal, uraninit
IV/E Tlenki, metal : tlen < 1:2 (M2O5, MO3)
IV/F Wodorotlenki i tlenki uwodnione
Przykłady: goethyt
IV/G Tlenki wanadu
IV/H Uranyle [UO2]2+
Przykłady: karnotyt
IV/J Arseniany zawierające grupę [AsO3]3-
IV/K Siarczany, selenki, telurki; zawierające grupę [XO3]2-
IV/L Jodany ([IO3]1-)
IV/X Niesklasyfikowane tlenki

### V.Azotany,węglanyiborany
Grupa ta zawiera sole kwasów: azotowego, węglowego i borowego.
V/A Azotany [NO3]1-
V/B Bezwodne węglany, niezawierające anionów z innych grup
Przykłady: kalcyt, magnezyt
V/C Bezwodne węglany, zawierające aniony z innych grup
Przykłady: malachit
V/D Węglany oparte na wodzie, niezawierające anionów z innych grup
V/E Węglany opatre na wodzie, zawierające aniony z innych grup
V/F Uranylwęglany ([UO2]2+ – [CO3]2-)
V/G Borany wyspowe
V/H Borany grupowe
Przykłady: boraks
V/J Borany łańcuchowe
V/K Borany warstwowe
V/L Borany szkieletowe
V/X Niesklasyfikowane azotany, węglany i borany

### VI.Siarczany,chromiany(inne języki),molibdeniany(inne języki),wolframiany
Grupa ta zawiera sole kwasów: siarkowego, chromowego, molibdenowego oraz wolframowego.
VI/A Bezwodne siarczany, niezawierające anionów z innych grup
Przykłady: baryt, celestyn, anhydryt
VI/B Bezwodne siarczany, zawierające aniony z innych grup
Przykłady: ałunit
VI/C Siarczany oparte na wodzie, niezawierające anionów z innych grup
Przykłady: gips
VI/D Siarczany oparte na wodzie, zawierające aniony z innych grup
Przykłady: aluminit
VI/E Tellurany
VI/F Chromiany [CrO4]2-
Przykłady: krokoit
VI/G Molibdenany [MoO4]2- i wolframiany [WO4]2-
Przykłady: szelit, wolframit
VI/X Niesklasyfikowane siarczany, chromiany, molibdeniany i wolframiany
Przykłady: kirgistanit

### VII.Fosforany,arseniany,wanadany
VII/A Bezwodne fosforany, niezawierające anionów z innych grup
Przykłady: berlinit
VII/B Bezwodne fosforany, zawierające aniony z innych grup
VII/C Fosforany oparte na wodzie, niezawierające anionów z innych grup
Przykłady: erytryn
VII/D Fosforany oparte na wodzie, zawierające aniony z innych grup
Przykłady: turkus
VII/E Uranyfofosforany i uranylowanadany
Przykłady: karnotyt
VII/X Niesklasyfikowane fosforany, arseniany i wanadany

### VIII.Krzemiany
W grupie taj znajdują się związki zawierające grupę krzemianową [SiO4]4-
VIII/A Krzemiany wyspowe (Nesosilicates)
Przykłady: pirop, fajalit
VIII/B Krzemiany wyspowe zawierające grupy tetra-anionów (Nesosubsilicates)
Przykłady: topaz, tytanit
VIII/C Krzemiany grupowe (Sorosilicates)
Przykłady: epidot
VIII/D Niesklasyfikowane krzemiany
Przykłady: chryzotyl
VIII/E Krzemiany pierścieniowe (Cyclosilicates)
Przykłady: turmalin, beryl
VIII/F Krzemiany łańcuchowe (Inosilicates)
Przykłady: pirokseny, amfibole, turmalin
VIII/G Krzemiany przestrzenne (Intermediate)
VIII/H Krzemiany warstwowe (Phyllosilicates)
Przykłady: muskowit, talk, montmorilonit, kaolonit, antygoryt
VIII/J Krzemiany szkieletowe (Tectosilicates)
Przykłady: skalenie, ortoklaz, plagioklazy, skaleniowce

### IX.Związki organiczne
IX/A Sole kwasów organicznych
IX/B Związki bezazotowe, zawierające węgiel oraz wodę; struktura łańcuchowa
IX/C Żywice i inne związki
Przykłady: bursztyn
IX/D Związki zawierające azot, węgiel i wodę
Przykłady: acetamid